# ГЕС Chóngqìng Jiāngkǒu
ГЕС Chóngqìng Jiāngkǒu (重庆江口水电站) — гідроелектростанція у центральній частині Китаю в провінції Чунцін. Знаходячись після ГЕС Хаокоу, становить нижній ступінь каскаду на річці Фуронг, лівій притоці Уцзян (великий правий доплив Янцзи).
У межах проєкту річку перекрили бетонною арковою греблею висотою 140 метрів та довжиною 440 метрів. Вона утримує водосховище з об'ємом 497 млн м3 (корисний об'єм 302 млн м3) та нормальним рівнем поверхні на позначці 300 метрів НРМ (під час повені до 303,9 метра НРМ).
Зі сховища через тунель довжиною 0,21 км з діаметром 9 метрів ресурс подається до підземного машинного залу розміром 103 × 19 метрів. Тут встановлено три турбіни потужністю по 100 МВт, які забезпечують виробництво 1071 млн кВт·год електроенергії на рік.
Видача продукції відбувається по ЛЕП, розрахованій на роботу під напругою 220 кВ.